# Parafia św. Wawrzyńca Diakona Męczennika i św. Kazimierza Królewicza w Rajczy
Parafia pod wezwaniem Świętego Wawrzyńca Diakona Męczennika i Świętego Kazimierza Królewicza w Rajczy – parafia rzymskokatolicka znajdująca się w Rajczy. Należy do dekanatu Milówka diecezji bielsko-żywieckiej.

## Historia
Pierwotnie kościół w Rajczy był kościołem filialnym parafii Wniebowzięcia Najświętszej Maryi Panny w Milówce. Parafia rajczańska powstała poprzez oderwanie od parafii w Milówce; została erygowana w 1844 roku, należała pierwotnie do dekanatu Żywiec w diecezji tarnowskiej; poza Rajczą obejmowała wsie: Rycerkę Dolną, Rycerkę Górną, Sól oraz Ujsoły.
W Rycerce Górnej w XIX wieku istniała prywatna kaplica pw. Zbawiciela, istniały również kaplice w Soli i Ujsołach. 
Na mocy bulli Sanctae Apostolicae Sedis papieża Leona XIII z 20 stycznia 1880 roku dekanat Żywiec, a z nim rajczańska parafia, znalazły się w diecezji krakowskiej.
Około 1885 roku parafia obejmowała ponad 12 tys. wiernych.
Od 16 listopada 1996 kościół parafialny ma status sanktuarium lokalnego, co wiąże się z uznanym za cudowny obrazem Matki Boskiej Kazimierzowskiej, znajdującym się w kościele parafialnym.

### Proboszczowie
Proboszczowie parafii w Rajczy to:
- ks. dr Jan Józef Dziubasik[11][16] (od 1844 roku, ur. 1806, zm. 1872[17])
- ks. Laurenty Homolka[18] (od 25 kwietnia 1853 roku[6]; ur. 1809[6][7], zm. po 1876[9])
- ks. Andrzej Kulig[19][20] (od 1878 roku[12], ur. 1819[6], zm. 1889[21])
- ks. Michał Paleczny[19][22][23][20] (ur. 1832[24][25])
- ks. Michał Grudziński[19] (1908–1938[22])
- ks. Stanisław Żądło[19][26] (1939–1969[22], ur. 1886, zm. 1976[27])
- ks. Zbigniew Guszkiewicz[19][28] (od lutego 1969 roku do 27 czerwca 1998 roku[22][29]; ur. 1922, zm. 2007[29])
- ks. Franciszek Warzecha[19]
- ks. Ryszard Grabczyk[19] (od 2016[30][31] do 2020 roku[32])
- ks. Andrzej Zawada (od 2020 roku)[33]

## Galeria

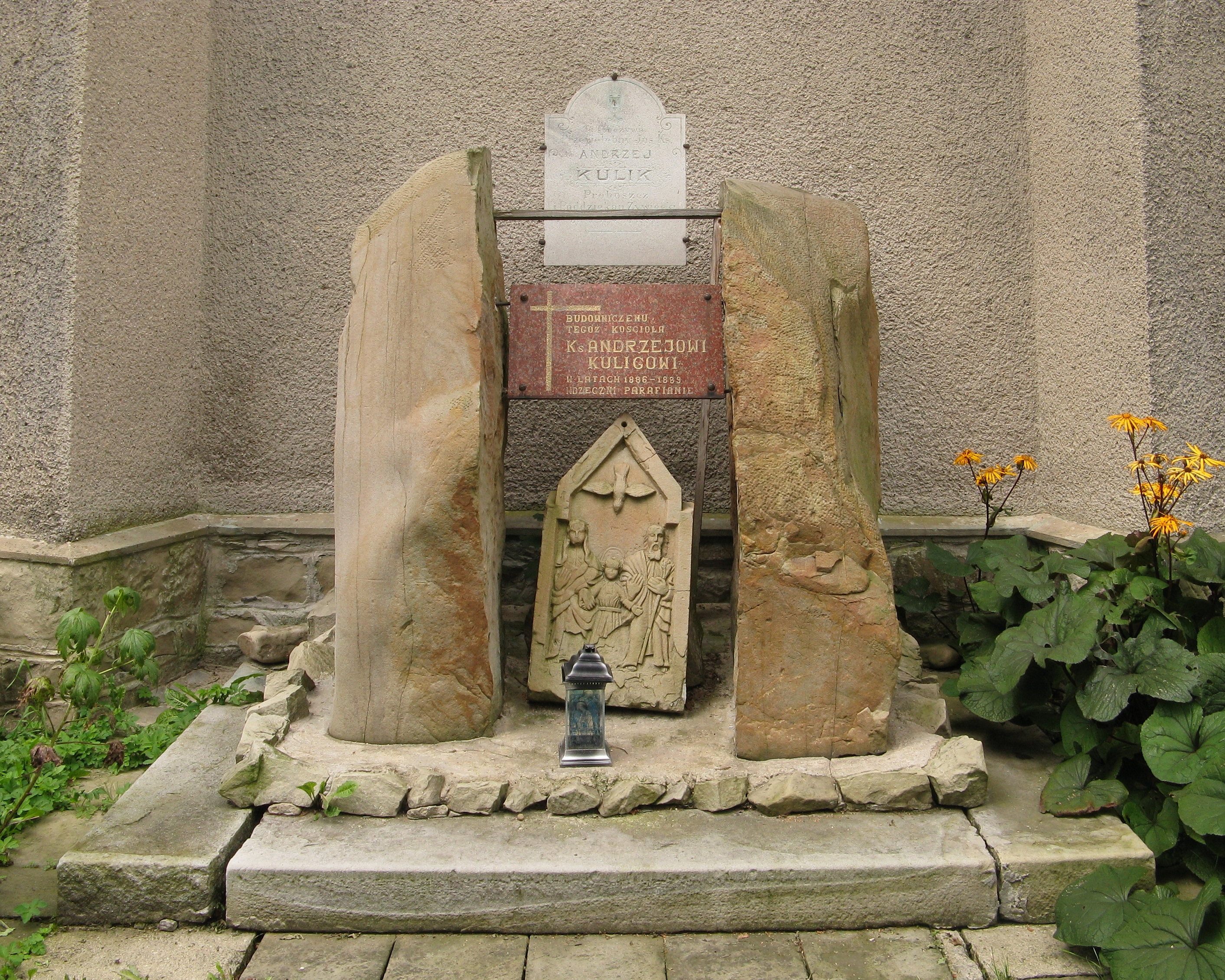
Grób ks. proboszcza Andrzeja Kuliga przy absydzie kościoła parafialnego (2018)
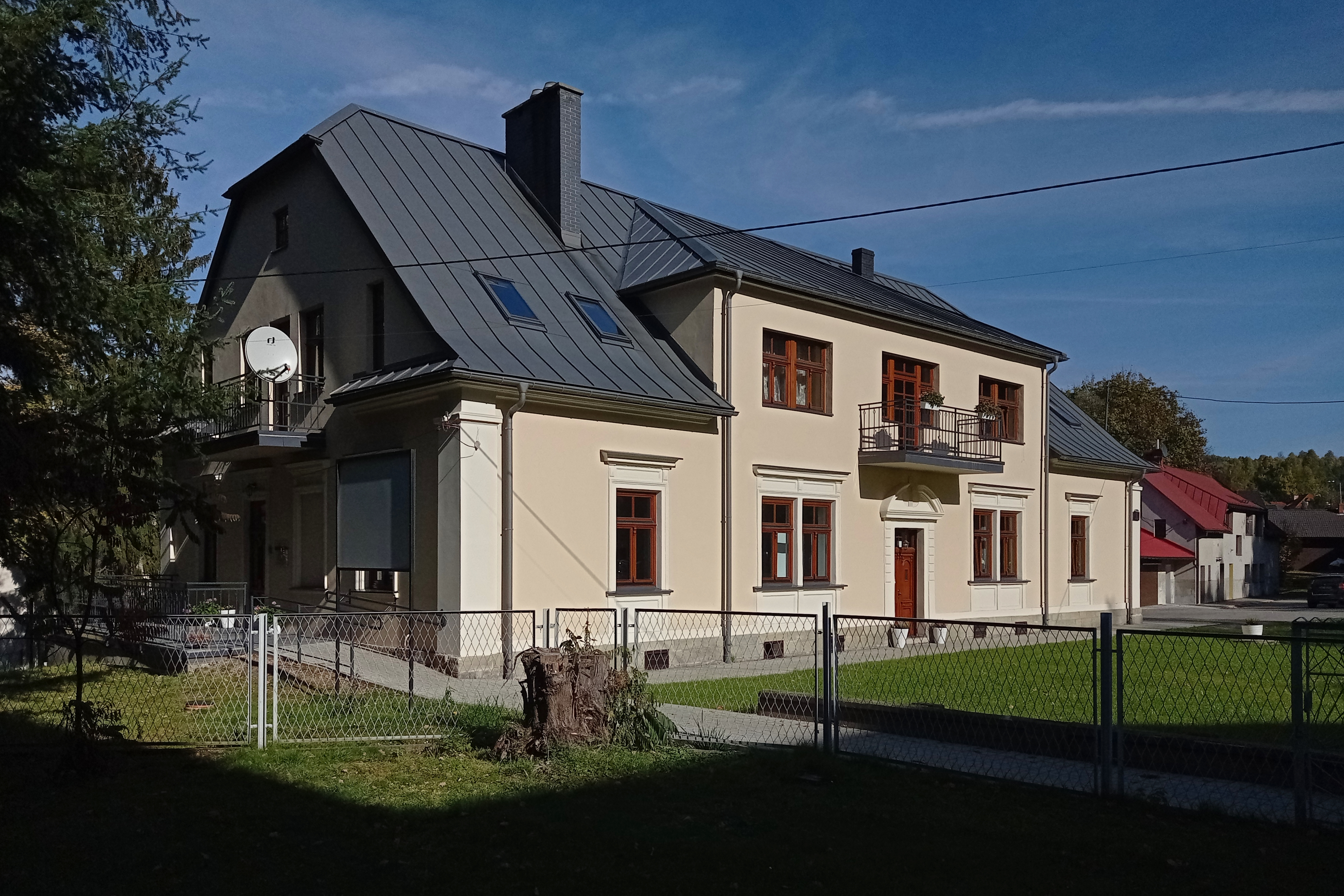
Zabytkowa plebania parafialna (2021)
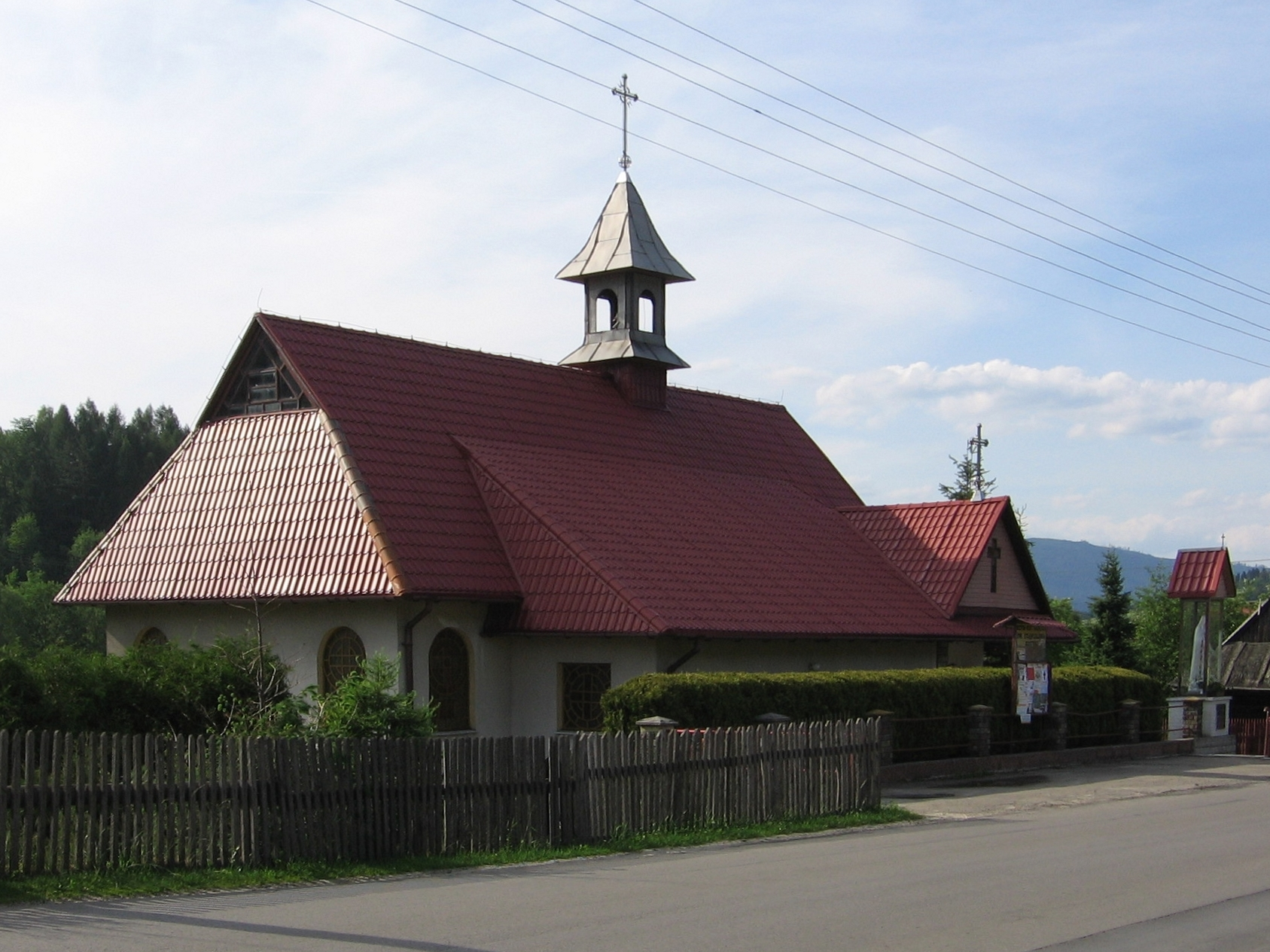
Kaplica św. Stanisława Kostki w Rajczy Dolnej (2012)
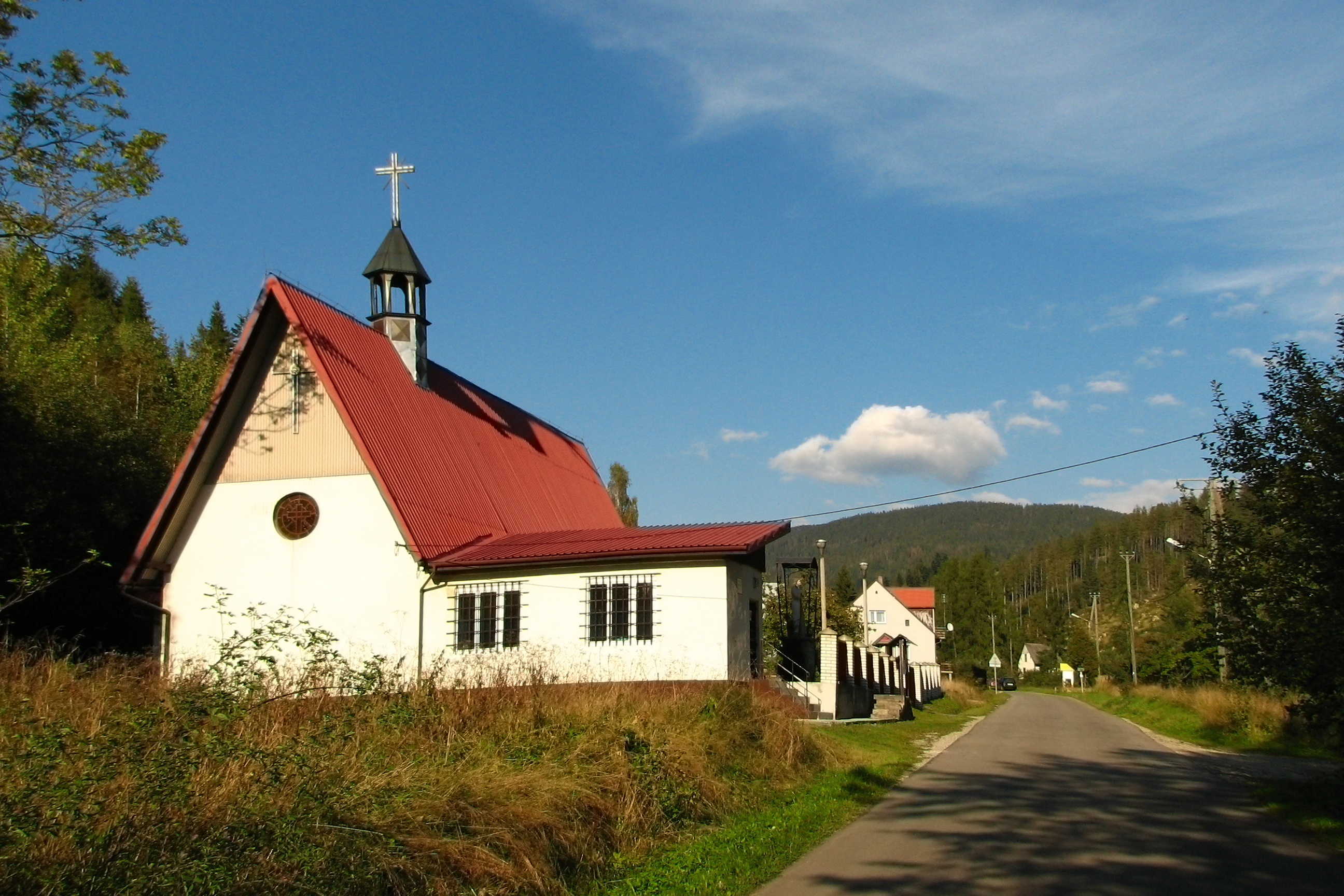
Kaplica Miłosierdzia Bożego w Rajczy-Nickulinie (2007)
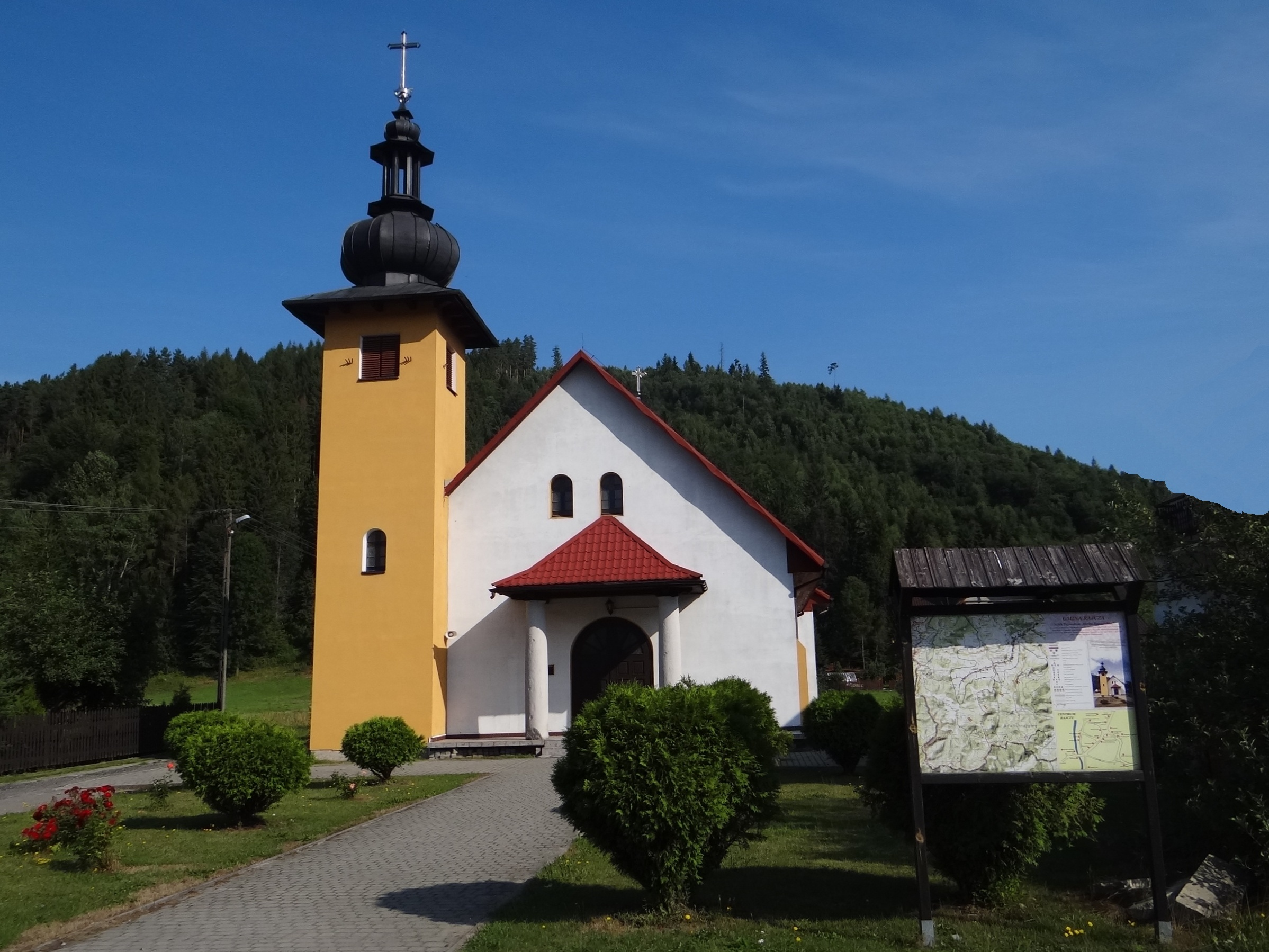
Kaplica Chrystusa Króla i Św Piotra Pawła w Rycerce Dolnej (2012)